# Гельге Маркус Інгстад
Гельґе Маркус Інґстад (норв. Helge Marcus Ingstad; 30 грудня 1899, Мерокер — 2001) — норвезький мандрівник, археолог і письменник. Відомий відкриттям в 1960-х роках поселення вікінгів у Л'Анс-о-Медовз, у Ньюфаундленді, датованого XI століттям, що доводило відвідування європейцями Америки за чотири століття до Христофора Колумба.

## Біографія
Народився 30 грудня 1899 року в Мерокері, місті на західному побережжі Нур-Тренделага. Він був сином фабриканта Улафа Інгстада і його дружини Ольги Маріє Квам (Olga Marie Qvam). У 1915 році сім'я переїхала до Бергена.
У 1918 — 1922 роках Гельге Інгстад навчався в місті Левангер на адвоката, але в 1926 році несподівано перервав успішну юридичну практику, продав контору в Левангері і вирушив до Канади. Протягом чотирьох років він мандрував в басейні річки Маккензі, на північний захід від Великого Невільничого озера, полюючи на хутрового звіра, вивчаючи субарктичну природу і етнографію місцевих племен. На основі цієї експедиції у 1931 році Інгстад написав книгу «Життя мисливця за хутровим звіром серед індіанців Північної Канади». Крім того, згодом на канадському матеріалі Інгстад написав свій єдиний роман «Клондайк Білл».
11 липня 1931 року вийшов указ короля Гокона VII про встановлення норвезького суверенітету над Землею Еріка Рудого. 12 липня 1932 року 33-річного Інгстада призначено губернатором і верховним суддею Землі Еріка Рудого, норвезької колонії в Гренландії.
У 1933 — 1935 роках Інгстад обіймав посаду губернатора Шпіцбергена (Свальбарда). В цей період він написав книгу «Øst for den store bre» про своє губернаторство в Гренландії.
Після звільнення з посади він здійснив мандрівку до Мексики.
У 1941 році Інгстад одружився з Анне Стіне Муе, з якою кілька років був знайомий за листуванням. У 1943 році у них народилася дочка Бенедикта.
У 1949—1950 роках Інгстад очолював етнографічну Північноаляскінську експедицію, що мала на меті вивчення ескімоського племені нунаміут (Nunamiut).
У 1960 році Гельге виявив на північній частині Ньюфаундленду, недалеко від села Л'Анс-о-Медовз, залишки поселення, яке потім було ідентифіковано як норманське. Результати своїх ньюфаундлендських досліджень Інгстад виклав в книзі «Vesterveg til Vinland» (1965).
У 1986 році нагороджений премією Норвезької ради культури.

## Вшанування
19 квітня 2006 року на честь Гельге Інгстада була названа гора на Алясці.
У 2007 році спущений на воду, а в 2009 році став до ладу норвезький фрегат «Гельге Інгстад» (KNM Helge Ingstad).